# Episodi di Mary Tyler Moore (prima stagione)
La prima stagione della serie televisiva Mary Tyler Moore è stata trasmessa in anteprima negli Stati Uniti d'America dalla CBS tra il 19 settembre 1970 e il 6 marzo 1971.
| nº | Titolo originale                               | Titolo italiano | Prima TV USA      | Prima TV Italia |
| -- | ---------------------------------------------- | --------------- | ----------------- | --------------- |
| 1  | Love Is All Around                             |                 | 19 settembre 1970 |                 |
| 2  | Today I am a Ma'am                             |                 | 26 settembre 1970 |                 |
| 3  | Bess, You Is My Daughter Now                   |                 | 3 ottobre 1970    |                 |
| 4  | Divorce Isn't Everything                       |                 | 10 ottobre 1970   |                 |
| 5  | Keep Your Guard Up                             |                 | 17 ottobre 1970   |                 |
| 6  | Support Your Local Mother                      |                 | 24 ottobre 1970   |                 |
| 7  | Toulouse-Lautrec Is One of My Favorite Artists |                 | 31 ottobre 1970   |                 |
| 8  | The Snow Must Go On                            |                 | 7 novembre 1970   |                 |
| 9  | Bob and Rhoda and Teddy and Mary               |                 | 14 novembre 1970  |                 |
| 10 | Assistant Wanted, Female                       |                 | 21 novembre 1970  |                 |
| 11 | 1040 or Fight                                  |                 | 28 novembre 1970  |                 |
| 12 | Anchorman Overboard                            |                 | 5 dicembre 1970   |                 |
| 13 | He's All Yours                                 |                 | 12 dicembre 1970  |                 |
| 14 | Christmas and the Hard-Luck Kid II             |                 | 19 dicembre 1970  |                 |
| 15 | Howard's Girl                                  |                 | 2 gennaio 1971    |                 |
| 16 | Party Is Such Sweet Sorrow                     |                 | 9 gennaio 1971    |                 |
| 17 | Just a Lunch                                   |                 | 16 gennaio 1971   |                 |
| 18 | Second Story Story                             |                 | 23 gennaio 1971   |                 |
| 19 | We Closed in Minneapolis                       |                 | 30 gennaio 1971   |                 |
| 20 | Hi!                                            |                 | 6 febbraio 1971   |                 |
| 21 | The Boss Isn't Coming to Dinner                |                 | 13 febbraio 1971  |                 |
| 22 | A Friend in Deed                               |                 | 20 febbraio 1971  |                 |
| 23 | Smokey the Bear Wants You                      |                 | 27 febbraio 1971  |                 |
| 24 | The 45-Year-Old Man                            |                 | 6 marzo 1971      |                 |